# Bình Dương Công chúa (Hán Cảnh Đế)
Bình Dương công chúa (Giản thể: 平阳公主; phồn thể: 平陽公主), còn gọi Dương Tín công chúa (陽信公主), là một Công chúa nhà Hán. Bà là con gái của Hán Cảnh Đế Lưu Khải và chị ruột của Hán Vũ Đế Lưu Triệt.
Trong lịch sử nhà Hán, thời Hán Vũ Đế trị vì, Bình Dương công chúa nổi tiếng với vai trò tương đối quan trọng là tiến cử Hoàng hậu Vệ Tử Phu và Lý phu nhân, hai vị hậu phi được Hán Vũ Đế sủng ái suốt thời gian dài. Ngoài ra, bà còn là vợ của danh tướng triều Hán Vệ Thanh, cũng chính là em trai của Vệ Tử Phu.

## Thân thế
Sử sách không ghi lại năm sinh và tên của bà, chỉ biết bà là con gái cả của Hán Cảnh Đế Lưu Khải, mẹ là Vương Hoàng hậu. Tuy nhiên bà không phải con gái đầu lòng của Vương thị, vì trước khi nhập cung Vương thị từng lấy Kim Vương Tôn và sinh một con gái là Kim Tục. Thời điểm mà bà ra đời, Lưu Khải còn là Hoàng thái tử của Hán Văn Đế, còn mẹ bà Vương thị vốn là Thị thiếp của Thái tử. Sau đó, Vương thị sinh tiếp hai con gái Nam Cung công chúa và Long Lự công chúa, và cuối cùng là Lưu Triệt - người về sau được lập làm Hoàng thái tử khi Vương thị được lập làm Hoàng hậu. 
Năm Văn Đế Hậu Nguyên thứ 7 (157 TCN), Hán Văn Đế băng hà, cha bà lên ngôi. Khi ấy bà đã mang tước hiệu Công chúa, lấy đất phong ở ấp Dương Tín, gọi là Dương Tín Công chúa (暘信公主). Sau đó, Dương Tín Công chúa kết hôn với Bình Dương hầu Tào Thọ, Tằng tôn của danh tướng Tào Tham thời đầu nhà Hán. Khoảng năm thứ 4 (154 TCN), Tào Thọ thừa tước Bình Dương hầu. Không rõ thời gian Công chúa thành thân với Tào Thọ, có lẽ là sau năm này vì sau đó bà bắt đầu được gọi Bình Dương Công chúa (平暘公主). Theo lệ xưng hô đời Hán, các vị Hoàng nữ có phong tước "Công chúa" đều theo tên tước của chồng. Bà sinh cho Tào Thọ một con trai là Tào Tương (曹襄).
Năm Cảnh Đế Hậu Nguyên thứ 3 (141 TCN), em trai bà là Thái tử Lưu Triệt kế vị, tức Hán Vũ Đế. Bình Dương Công chúa vẫn giữ quan hệ thân thiết với em mình. Vũ Đế cũng thường ghé qua Bình Dương phủ để thăm hỏi. Căn cứ Hán thư ghi lại chuyện về Vệ Thanh, bà được gọi là "Dương Tín Trưởng công chúa", không rõ là khi mẹ bà là Vương thị trở thành Hoàng hậu hay từ khi Hán Vũ Đế lên ngôi, bởi vì triều Tây Hán từ trước chỉ phong con gái cả của Hoàng hậu (Đích trưởng nữ) tước hiệu Trưởng công chúa - điều này có thể lấy cô của bà là Lưu Phiêu làm tiền lệ. Nếu như bà mãi từ sau khi Vũ Đế lên ngôi mới là Trưởng công chúa", thì bà là vị Hoàng nữ đầu tiên lấy tư cách "chị / em gái" của Hoàng đế mà thụ phong tước hiệu này.

## Tiến cử hậu phi
Trần A Kiều, Hoàng hậu đầu tiên của Hán Vũ Đế không sinh được con nên bị thất sủng. Bên cạnh Hán Vũ Đế không có sủng phi vì Trần Hoàng hậu luôn ghen tuông vô cớ, lại cậy thế mẹ mình là Quán Đào Công chúa, người có công trong việc giúp Vũ Đế lên ngôi để cấm đoán.
Mùa xuân năm Kiến Nguyên thứ 2 (139 TCN), Vũ Đế trên đường tuần du Bá Thượng ghé chơi Bình Dương phủ. Bình Dương Công chúa sai ca nữ ra múa hát, trong đó có Vệ Tử Phu. Vệ Tử Phu xinh đẹp khiến Vũ Đế say mê không rời mắt, Công chúa thấy vậy, sai nàng vào hầu Vũ đế. Sau khi Vũ Đế sủng hạnh thì đưa nàng về cung và thưởng Công chúa một nghìn cân vàng. Vệ Tử Phu đắc sủng, liên tiếp sinh 3 con gái, được phong làm Phu nhân. Em trai nàng là Vệ Thanh, từng làm việc trong Bình Dương phủ cũng được Vũ Đế phong làm Kiến Chương giám, thống lĩnh đội cận vệ, hàm Thị trung, không lâu sau thăng làm Đại Trung đại phu. Ngoài ra Vũ Đế còn trọng dụng rất nhiều người trong gia tộc họ Vệ. Vào lúc Trần Hoàng hậu đố kị và tìm cách hạ độc Vệ phu nhân nhưng không thành, Hán Vũ Đế thôi thúc ý định phế Hậu để lập Vệ Tử Phu lên thay. Quán Đào Công chúa bất bình nói với Bình Dương Công chúa:「"Hoàng đế không có ta thì làm sao được lập, nay lại vứt bỏ đi con gái ta, khác nào bội bạc?!"」, Bình Dương Công chúa đáp:「"Dùng lý do không con, có thể phế"」. Trần Hoàng hậu nghe thế, dùng nhiều vàng bạc để tìm biện pháp mang thai, lại dùng thuật vu cổ nguyền rủa Vệ phu nhân nên bị phế. 
Năm Nguyên Sóc nguyên niên (128 TCN), Vệ Tử Phu sinh ra Thái tử Lưu Cứ nên nhanh chóng sách lập Hoàng hậu. Hơn mười năm sau, Vệ Hoàng hậu tuy vẫn quan hệ tốt với Hoàng đế nhưng nhan sắc suy giảm, Hán Vũ Đế muốn nạp thêm phi tần trẻ đẹp. Năm Nguyên Đỉnh thứ 6 (111 TCN), một nhạc sư tài năng tên Lý Diên Niên được Vũ Đế triệu kiến, dâng lên bài hát có lời như sau:
| Chữ Hán ... 北方有佳人 絕世而獨立 一顧傾人城 再顧傾人國 寧不知傾城與傾國 佳人難再得 | Phiên âm Hán Việt ... Bắc phương hữu giai nhân, Tuyệt thế nhi độc lập. Nhất cố khuynh nhân thành, Tái cố khuynh nhân quốc. Ninh bất tri khuynh thành dữ khuynh quốc, Giai nhân nan tái đắc. | Dịch nghĩa ... Phương Bắc có mỹ nhân, Vẻ đẹp tuyệt thế không ai sánh bằng. Một cái nhìn làm ngả nghiêng thành quách, Nhìn lại lần nữa làm đất nước suy vong. Thà là không biết cái đẹp khuynh thành khuynh quốc, Người đẹp như vậy khó lòng gặp đến hai lần. |

Vũ Đế không tin trên đời có người đẹp như thế, nhưng Bình Dương Công chúa nói: "Lý Diên Niên có người em gái, là một người đẹp khuynh thành khuynh quốc như thế!". Khi đó em gái Lý Diên Niên là Lý thị, đang là ca vũ trong Bình Dương phủ. Vũ Đế gặp Lý thị, lập tức sủng ái, phong làm Lý phu nhân. Kể từ sau đó không còn ghi chép nào về Bình Dương Công chúa trên phương diện chính sự nữa.

## Tái giá
Năm Nguyên Quang thứ 4 (131 TCN), Tào Thọ qua đời, hộ Công chúa tái giá với Nhữ Âm hầu Hạ Hầu Phả (夏侯颇). Năm Nguyên Đỉnh thứ 2 (115 TCN), Hạ Hầu Phả vì cùng thị tỳ của cha thông dâm, nên bị luận tội mà tự sát. Tuy nhiên, có nhận định rằng người lấy Hạ Hầu Phả là Tôn công chúa, trong thời gian ấy cũng được gọi là Bình Dương công chúa mà thôi, chuyện này cho đến nay vẫn thuộc diện nghi vấn.
Thời gian Công chúa đang ở góa, bà triệu các quan Tả hữu của mình để hỏi xem trong thành Trường An có tước Hầu nào thành thân với bà được không. Các quan tả hữu bẩm Đại tướng quân Vệ Thanh, em trai Hoàng hậu Vệ Tử Phu có thể thành thân cùng Công chúa. Công chúa nói:「"Người đó vốn từ trong phủ ta, còn từng cưỡi xe ngựa theo ta ra khỏi cửa, nay lại có thể làm phu quân ta sao?"」. Quan tả hữu nói:「"Tỷ tỷ Đại tướng quân là đương kim Hoàng hậu, 3 con đều phong Hầu, phú quý chấn động thiên hạ, Công chúa hà cớ suy nghĩ?"」. Nghe xong, Công chúa thấy hợp lý, bèn tự vào cung thưa với Hoàng hậu. Hoàng hậu tâu Vũ Đế, Vũ Đế rất vui, lập tức tán thành. Tuy nhiên, Hán thư ghi lại chuyện này là do Công chúa ly hôn với Tào Thọ để cưới Vệ Thanh.
Căn cứ theo nguyên văn "3 con trai đều phong Hầu", thì Công chúa và Vệ Thanh thành hôn rơi vào khoảng từ năm Nguyên Sóc thứ 5 (124 TCN) trở về sau. Sau đó, con trai của bà là Tào Tương thành thân với Trưởng nữ của Hán Vũ Đế và Vệ Hoàng hậu là Vệ Trưởng công chúa.

## Mộ phần
Năm Nguyên Phong thứ 5 (106 TCN), Vệ Thanh qua đời, vợ chồng Công chúa được hợp táng tại quần thể Mậu lăng (茂陵) - lăng mộ chính của Hán Vũ Đế.
Thời gian mà Công chúa cùng Vệ Thanh ai chết trước đều không thể khảo được nữa. Theo lệ nhà Hán, tuy gọi là ["Hợp táng"; 合葬], song có hình thức tuy cùng mộ mà không cùng huyệt, mộ huyệt của Công chúa theo khảo sát là cách 1.300 mét vế phía Đông so với mộ huyệt của Vệ Thanh.